# Sigmar Polke
  Sigmar Polke    (Oleśnica, 13 de febrer de 1941 - Colònia, 10 de juny de 2010) va ser un pintor alemany post-modern, dins del pop art.

## Biografia
Polke va néixer a Oels a la Baixa Silèsia. Va emigrar amb la seva família a Alemanya Occidental l'any 1953, viatjant primerament cap a Berlín Oest i després cap a Düsseldorf. Va treballar com a aprenent de pintura sobre cristall en un taller de Kaiserwerth (Düsseldorf). Des del 1961 fins al 1976 va estudiar a l'Acadèmia d'Art de Düsseldorf, on Karl Otto Götz, Gerhard Hoehme i Beuys varen ser els seus professors.
El 1963 funda, amb Richter i Lueg, el Kapitalistischen Realismus (Realisme Capitalista), una tendència pictòrica dins del pop art. Era un anti-estil d'art que s'apropiava del llenguatge de la publicitat. Aquest títol es relaciona amb el realisme socialista, en aquells temps la doctrina artística oficial de la Unió Soviètica. Tracta d'una forma irònica la doctrina artística del capitalisme occidental, lligada a la societat de consum.
Les seves obres són el reflex amb ironia de la manipulació dels mitjans de comunicació. Fa servir elements de la pintura moderna però també d'altres de la cultura de massa, com ara el Kitsch o de la publicitat. Ha realitzat quadres en què, amb un tractament espacial, canvien de color al reaccionar davant la contaminació mediambiental. A partir de 1965 va fer variacions d'obres clàssiques d'autors com ara Dürer o Kandinsky, imitacions d'obres povera i conceptuals. Del 1991 és la data de la seva sèrie Neue Bilder (Noves Imatges).
L'element anarquista de l'obra de Polke naix en gran manera degut a l'enfocament mercurial. La seva irreverència cap a les tècniques pictòriques tradicionals i els seus materials i la seva falta de lleialtat envers cap mena de forma de representació ha contribuït a la seva reputació, actualment respectada, en tant que revolucionari visual. Paganini, una expressió de “la dificultat d'exorcitzar els dimonis del nazisme” -on s'ha d'observar les esvàstiques amagades- és una obra típica de la tendència de Poke a acumular una sèrie de mitjans diferents dins del mateix full.
Polke va embarcar-se en una sèrie de viatges per tot el món al llarg dels anys 70, fent fotografies a Pakistan, París, Nova York, Afganistan i Brasil. Ha sigut professor a l'Escola de Belles Arts d'Hamburg el 1970-1971 i des del 1977 fins al 1991). Va exercir en la documenta de Kassel V-VII (1972-1982). El 1987 va establir-se a Colònia, on es va quedar treballant fins a la seva mort el 2010 degut a complicacions derivades d'un càncer.

## Premis més rellevants
- 1982: Premi Will Grohmann
- 1984: Premi Kurt Schwitters
- 1986: Premiat amb el «Lleó d'Or» a la XLII Bienal de Venècia
- 1987: Premi Lichtwark d'Hamburg
- 1988: Premi de l'Estat de Baden-Württemberg
- 1994: Premi Erasmus a Amsterdam
- 2002: Praemium Imperiale de Pintura, de l'Associació d'Art del Japó